# Exzellenzcluster CLICCS
Climate, Climatic Change, and Society (CLICCS) ist ein Exzellenzcluster der Universität Hamburg (UHH), in dem gemeinsam mit großen Partner-Institutionen geforscht wird. 
Seit Januar 2019 wird der Cluster im Rahmen der Exzellenzstrategie des Bundes und der Länder von der Bundesregierung und der Deutschen Forschungsgemeinschaft (DFG) gefördert.
CLICCS ist ein zentrales Forschungsprojekt am Centrum für Erdsystemforschung und Nachhaltigkeit (CEN) der Universität Hamburg und wird dort koordiniert.
Die übergreifende Forschungsfrage lautet: Welche Klimazukünfte sind möglich und welche sind plausibel? 
Der Cluster zielt darauf ab, Klimaveränderungen zu verstehen und bezieht dabei die natürlichen Klimaänderungen, extreme Ereignisse und unerwartete Effekte mit ein. 
Das Projekt spannt einen großen thematischen Bogen, von der Grundlagenforschung zur Dynamik des Klimasystems und zu sozialen Dynamiken bis hin zur transdisziplinären Untersuchung der Wechselwirkungen von Mensch und Umwelt.
Ergebnisse zu übergeordneten Forschungsfragen veröffentlicht das Exzellenzcluster regelmäßig im Hamburg Climate Futures Outlook. Im Jahr 2021 war die Frage: Ist es plausibel, dass die Welt bis 2050 eine umfassende Dekarbonisierung erfährt? Im Jahr 2023 zur Frage: Was beeinflusst die Plausibilität, die Temperaturziele des Pariser Klimaabkommens zu erreichen?

## Forschungsbereiche
Die Forschung im CLICCS teilt sich in vier Bereiche auf, die eng verzahnt sind.
A – Klimasensitivität und Variabilität im Klimasystem 
B – Klimabezogene Dynamiken sozialer Systeme 
C – Nachhaltige Anpassungsszenarien
ABC-X Extreme – Dynamik, Rückkopplungen und Wechselwirkungen
Forschungsbereich A stellt die naturwissenschaftlichen Grundlagen bereit, um Dynamiken des Klimasystems zu verstehen. Besonders räumliche und zeitliche Schwankungen, Klimaextreme und der aktuelle und zukünftige Klimawandel spielen dabei eine Rolle. 
Der Bereich B untersucht Dynamiken in sozialen Systemen, die mit dem Klima im Zusammenhang stehen und baut dabei auf den Grundlagen aus A auf. Er lotet gesellschaftliche Möglichkeiten und Grenzen aus und gibt Anregungen für nachhaltige Anpassungsszenarien. Es wird untersucht, welche gesellschaftlichen Voraussetzungen für eine dauerhafte Dekarbonisierung nötig sind. 
Forschungsbereich C konzentriert sich auf die Dynamik zwischen Mensch und Umwelt auf regionaler Ebene – dort, wo der Klimawandel für den Einzelnen sichtbar wird und lokale Akteure eine nachhaltige Anpassung realisieren können. Mit den Ergebnissen der CLICCS Forschung werden Anpassungsszenarien neu entwickelt und bewertet. 
Der Forschungsbereich ABC-X Extreme schlägt eine Brücke über die Themen der Forschungsbereiche A, B und C. Die Forschenden untersuchen Wechselwirkungen zwischen Atmosphäre, Ozean und Land sowie gesellschaftlichen Ebenen wie Regierungen, Medien oder Märkten.
Der Bereich High-performance Computing and Data-intensive Science (HPC) entwickelt eigene Software für Klimamodelle und Lösungen für den Umgang mit großen Datenmengen.

## Struktur
Sprecherin des Exzellenzclusters CLICCS ist Johanna Baehr, Professorin für Klimamodellierung an der Universität Hamburg. Sie wird vertreten durch Achim Oberg, Universität Hamburg, und Jochem Marotzke vom Max-Planck-Institut für Meteorologie.
Insgesamt sind rund 220 Personen aus unterschiedlichen Disziplinen an dem Projekt beteiligt. 
CLICCS ist der Nachfolgecluster des Exzellenzclusters CliSAP. Dieser wurde von 2007 an für zehn Jahre von der DFG gefördert und ebenfalls von der Universität Hamburg eingeworben und am CEN koordiniert.

## Partner
- Max-Planck-Institut für Meteorologie (MPI-M)
- Helmholtz-Zentrum Hereon (HZH)
- Deutsches Klimarechenzentrum (DKRZ)

Weitere Partner-Institutionen:
- Deutscher Wetterdienst (DWD)
- Bundesanstalt für Wasserbau (BAW)
- Bundesamt für Seeschifffahrt und Hydrographie (BSH)
- German Institute of Global and Area Studies (GIGA)
- HafenCity Universität Hamburg (HCU)
- Helmut-Schmidt-Universität/Universität der Bundeswehr Hamburg (HSU)
- Institut für Friedensforschung und Sicherheitspolitik an der Universität Hamburg (IFSH)
- Technische Universität Hamburg (TUHH)